# Recuerda
Recuerda település Spanyolországban, Soria tartományban. Recuerda Gormaz, Quintanas de Gormaz, Berlanga de Duero, Retortillo de Soria, Caracena, Carrascosa de Abajo és Villanueva de Gormaz községekkel határos. Lakosainak száma 62 fő (2024).

## Népesség
A település népessége az elmúlt években az alábbi módon változott:
| Lakosok száma | 117  | 113  | 100  | 89   | 104  | 100  | 88   | 79   | 67   | 62   |
|               | 2001 | 2004 | 2007 | 2009 | 2012 | 2014 | 2017 | 2019 | 2022 | 2024 |